# Matériels, réseaux et technologie ferroviaires dans la guerre de Sécession

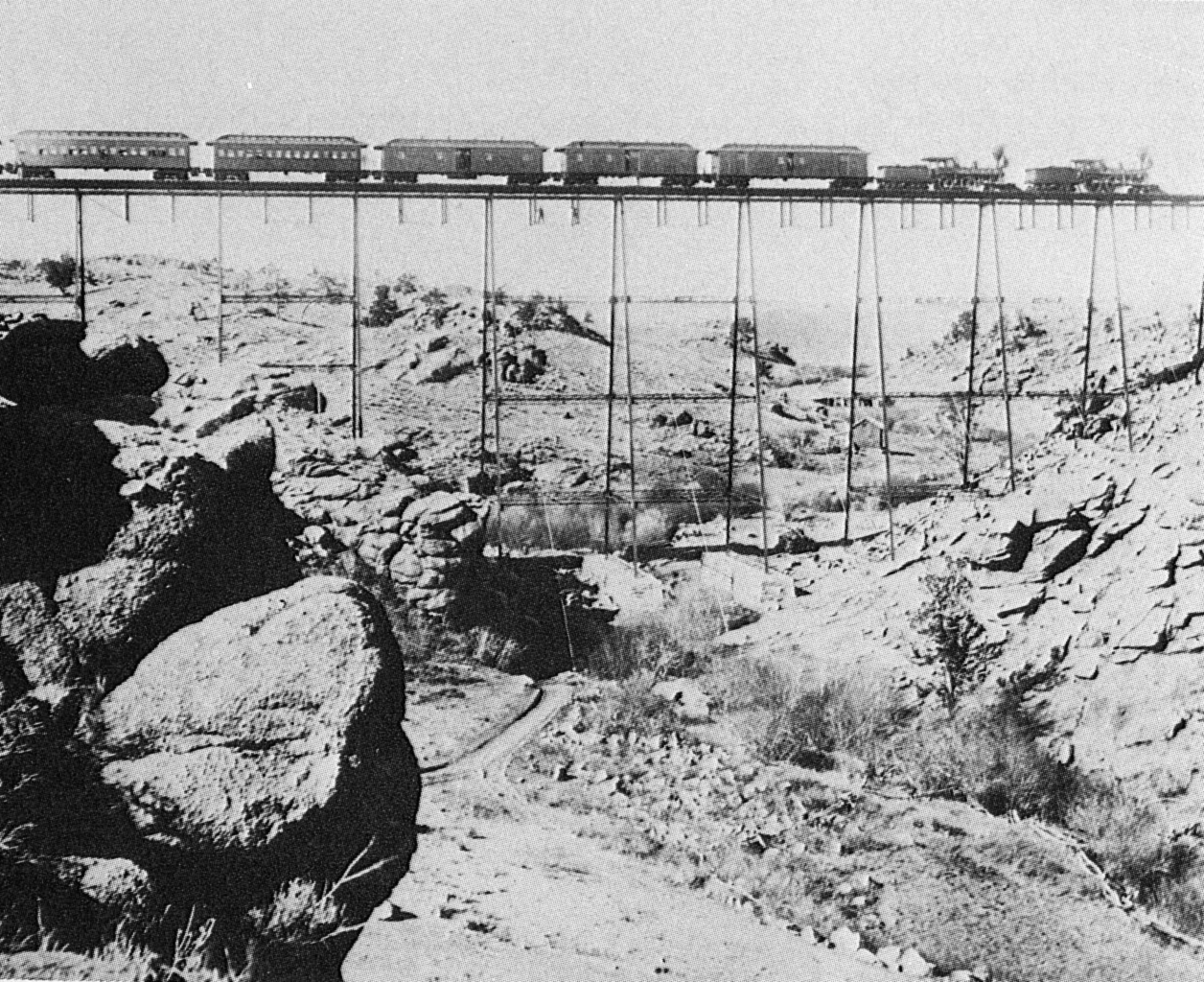
Un convoi au début des années 1860.

Les Matériels, réseaux et technologie ferroviaires dans la guerre de Sécession présente la situation à la veille de la guerre et les évolutions pendant le conflit.

## Les chemins de fer aux États Unis

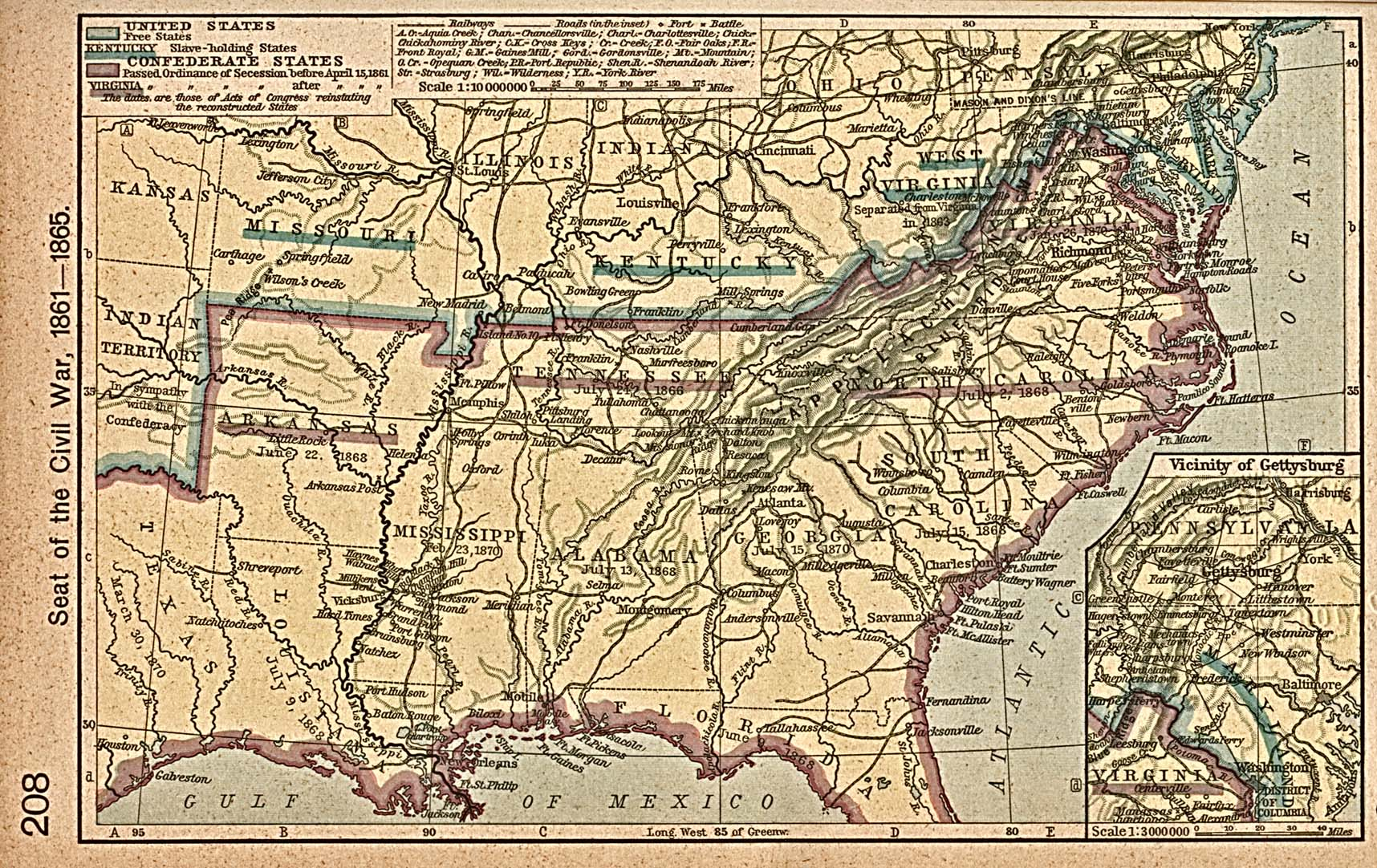

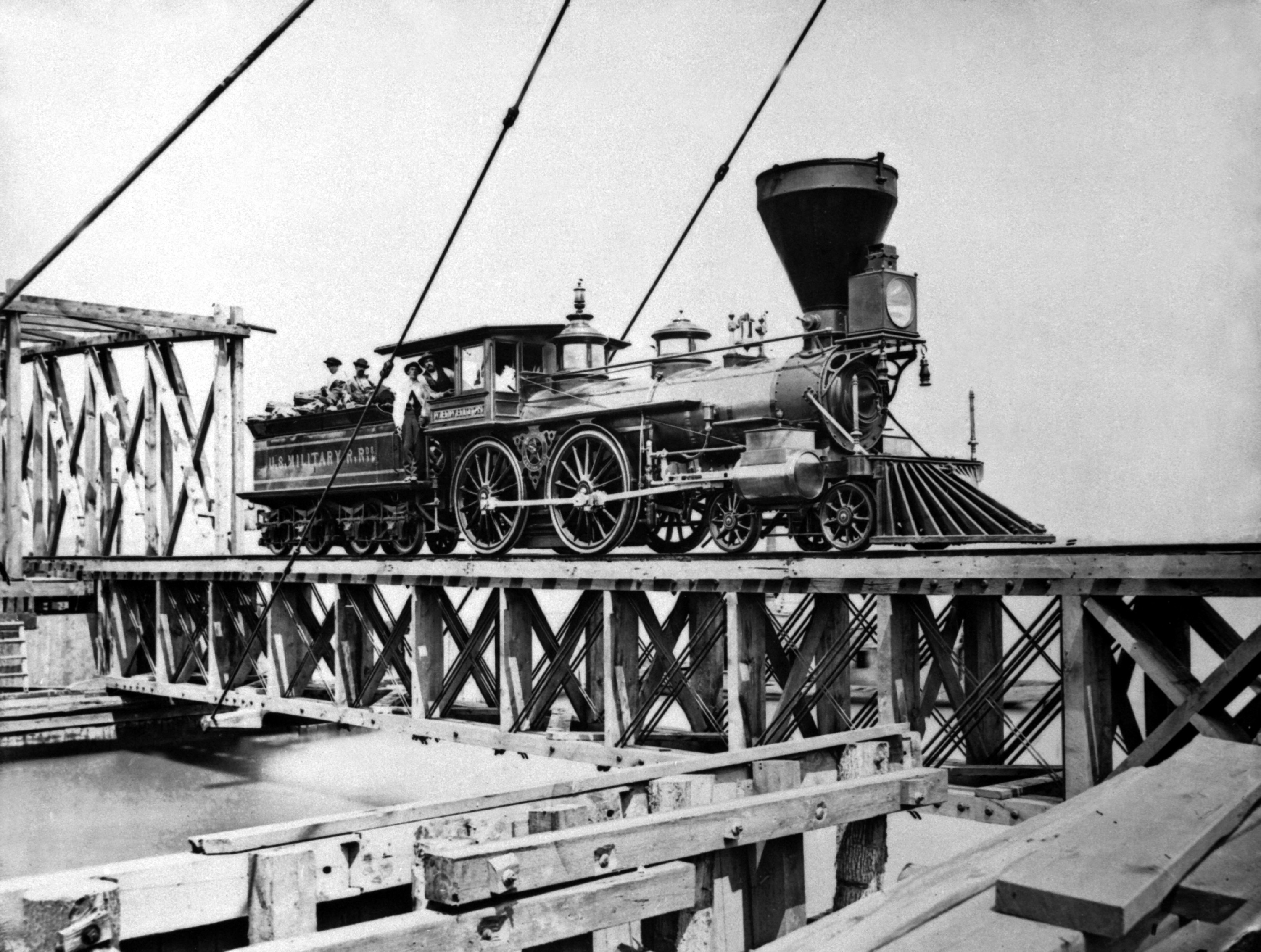
Locomotive type "4-4-0", le modèle le plus courant à la veille de la guerre

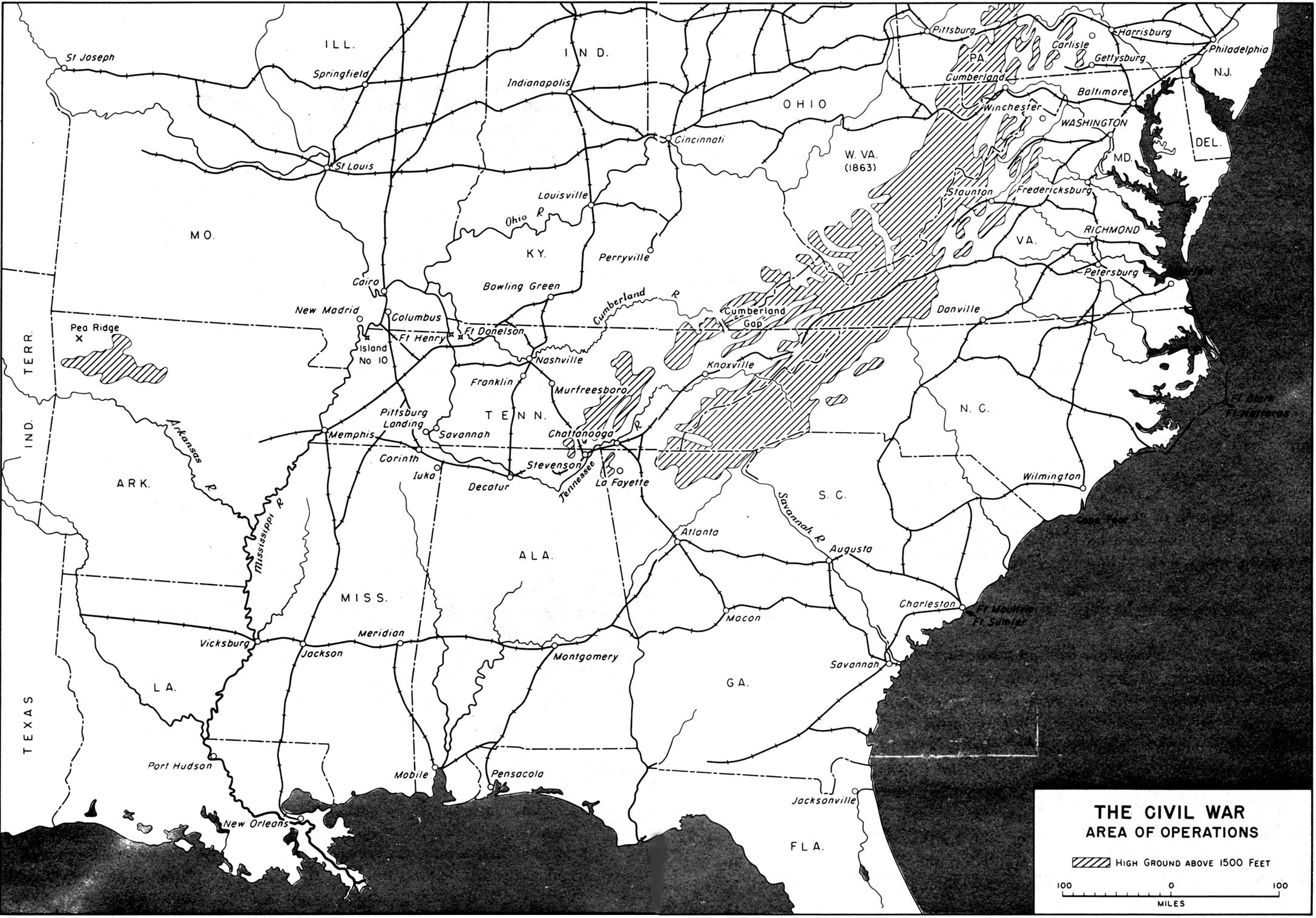
Carte 1 : l'est et le sud-est des États-Unis au moment de la guerre de Sécession : le réseau ferroviaire apparaît en trait continu.

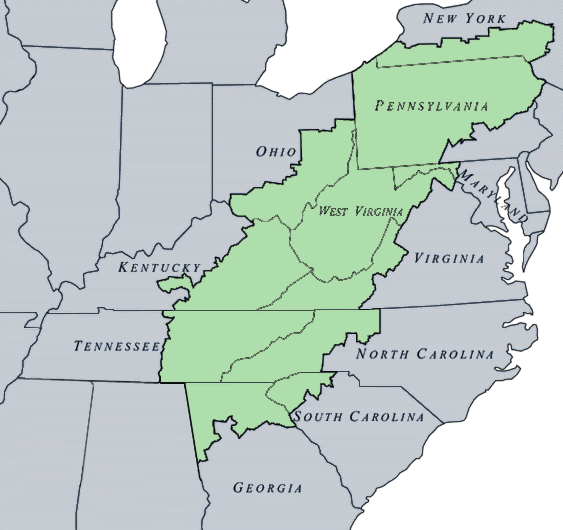
Carte 2 : les régions et États qui sont les principaux théâtres d'opérations. En vert, la région montagneuse des Appalaches.

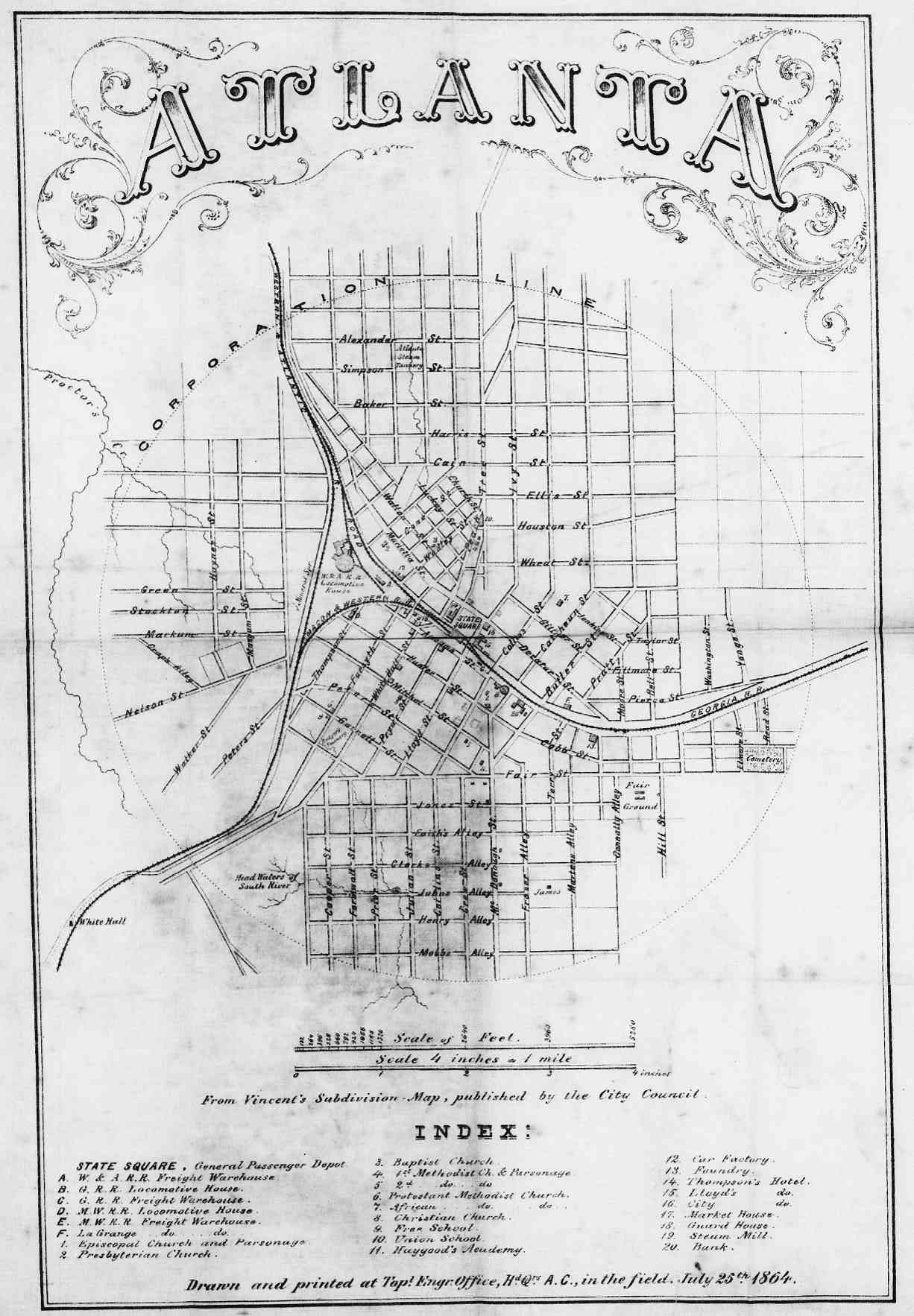
Carte de la ville d'Atlanta et de son réseau ferroviaire.

Dès l'époque fondatrice de la guerre d'Indépendance à la fin des années 1770, les grands centres industriels de production sidérurgique et métallurgique se trouvent principalement concentrés au Nord-Est des États-Unis, et c'est donc fort logiquement que le premier chemin de fer américain est créé sur la côte Est en 1827, avec la mise en service de la « Baltimore & Ohio », la toute première ligne ferroviaire américaine. En décembre de la même année est fondée au sud la « South Carolina Canal & Rail Road Co. », la première compagnie à mettre en œuvre une ligne régulière de transport de passagers par trains à vapeur depuis Charleston, inaugurée en 1830 pour le « Christmas Day ». Lorsque la liaison, longue de 219 km, avec la ville de Hamburg en Caroline du Sud, est terminée en octobre 1833, cette ligne devient la plus longue ligne ferroviaire du monde.
Pionniers de ce nouveau mode industriel de transport, les Britanniques prennent une part importante dans les premiers développements des chemins de fer aux États-Unis, tant au niveau technique que financier. C'est ainsi qu'une centaine de locomotives est importée du Royaume-Uni entre 1829 et 1841. Si les Américains commencent à construire leurs propres machines dès 1830, ce sont les années 1850 qui voient un véritable boom ferroviaire sur tout le territoire des États-Unis - en particulier dans le nord plus industrialisé : en 1840, 4 500 km de rails sont posés - ce chiffre étant passé à quelque 50 000 km vingt ans plus tard. C'est aussi à cette époque que les locomotives américaines commencent à se différencier de leurs cousines européennes au niveau du design, une des caractéristiques les plus marquantes étant l'installation d'imposants chasse-pierres/pare-buffles à l'avant des machines. Tandis qu'une grande variété d'engins et de châssis est développée en Europe en fonction des missions (locomotives de service, transport rapide de passagers, réseaux industriels et miniers, etc.), les Américains développent principalement les tractions type 4-4-0 à quatre roues motrices qui sont dès lors les locomotives standards à la veille de la guerre de Sécession. De 1850 à 1860, le poids de ces machines « 4-4-0 » est passé de 15 à 25 tonnes.
L'année 1853 voit par ailleurs la publication des premières cartes des réseaux de chemin de fer. Cette année-là, à la demande de Jefferson Davis, alors secrétaire à la Guerre des États-Unis, le Congrès des États-Unis subventionne l'Army Topographical Corps afin que plusieurs groupes expéditionnaires d'ingénieurs étudient, parmi quatre itinéraires possibles, la route la plus directe, la plus praticable et la plus économique pour la première voie de chemin de fer reliant le Mississippi à l'océan Pacifique. La publication du rapport de ces missions exploratoires ouvre la voie à une importante publication de cartes des réseaux, générales, locales ou sectionnaires, des projets ou des nouvelles lignes en service venant compléter celles déjà existantes. Ces documents vont se révéler d'un précieux intérêt militaire dans le conflit à venir, notamment en ce qui concerne la planification des opérations.

## Réseaux
Jusqu'à la veille de la guerre, les réseaux sont construits, tant au nord qu'au sud, de manière assez anarchique, répondant avant tout à des préoccupations de développement économique régional - le problème des variations d'écartements et des manques de raccordements en étant la principale résultante. Les réseaux sont en développement rapide, mais plus dans le nord que dans le sud. En 1840, le sud possédait 40 % des lignes construites, dix ans plus tard, ce pourcentage est tombé à 26 %. Le chemin de fer est essentiellement utilisé pour les transports de marchandises, les lignes de voyageurs  étant peu nombreuses et le parc de voitures nettement moins développé que celui des wagons de fret. Il existe par ailleurs peu de « grandes lignes », notamment inter-États, le projet de liaison trans-américaine en étant encore à ses débuts. Les leçons techniques de la guerre de Sécession vont donc être particulièrement fructueuses pour le développement historique des chemins de fer américains dans la seconde moitié du XIXe siècle.
Quand éclate la guerre en 1861, il y a environ 30 000 miles de lignes de chemin de fer déployées dans le pays et sur ce chiffre, quelque 9 000 miles le sont dans les États du sud qui feront sécession.
Au nord comme au sud, les voies ferrées ont été construites et sont exploitées par des sociétés privées se faisant concurrence. Il y en a, par exemple, plus de cent pour le seul sud. Le trafic est essentiellement local. Il n'y a pas de concertation entre les compagnies ce qui entraîne, par exemple, l'utilisation d'écartement des rails différents, interdisant de facto, la connexion des différents réseaux et donc une utilisation simple pour les armées en campagne.

### Au nord

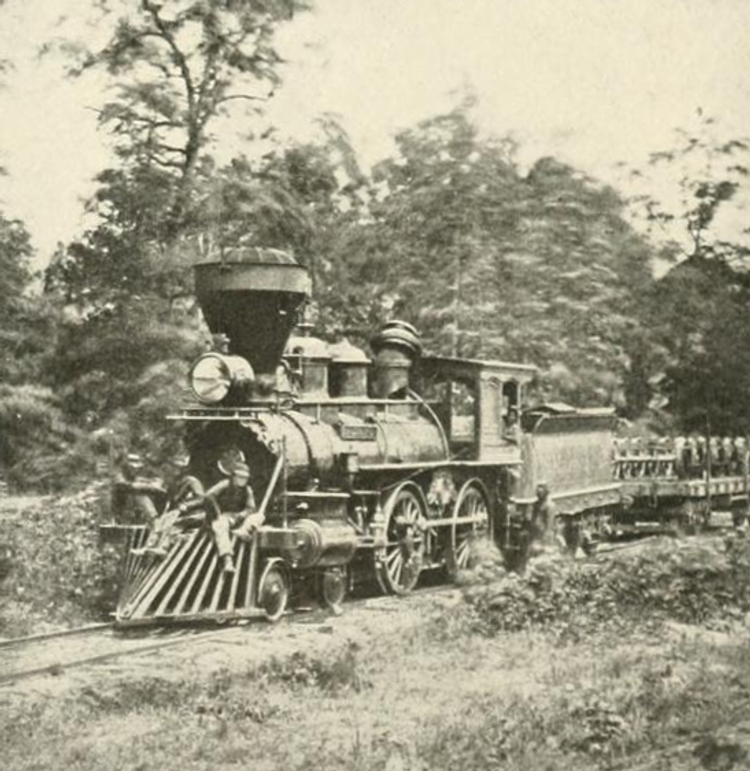

Dans les années 1850, les États de la Nouvelle-Angleterre, du sud et du sud-ouest des Grands Lacs connurent un très important développement de leurs réseaux ferroviaires. Sur les quelque 30 000 miles de voies ferrées construites en 1860, 22 000 l'avaient été pendant les années 1850 dont 15 000 dans cette région, principalement dans les États de l'Indiana, de l'Illinois et de l'Ohio. Trois facteurs socio-économiques majeurs concoururent à celui-ci : la révolution industrielle américaine, les débuts de la conquête de l'Ouest - en l'occurrence la colonisation des États céréaliers de l'actuel Midwest - et l'importante immigration européenne arrivée dans le Nouveau Monde à la suite des révolutions manquées de 1848. Toutefois, si de nombreuses lignes avaient été tirées transversalement, notamment en direction des ports de l'Atlantique, peu de voies avaient été construites dans l'axe nord-sud, l'essentiel des communications se faisant encore par voies fluviales - la région des grands lacs étant toutefois dotée d'importantes liaisons avec le Mississippi et le Missouri en vue notamment de l'écoulement des produits manufacturés par le nord industriel vers le sud rural. Mais dès cette époque, le transport ferroviaire avait supplanté le convoyage par canaux dans le nord. Les grands centres urbains et industriels - qui constitueront aussi pendant la guerre les principaux centres de recrutement, les arsenaux et dépôts de l'Union - étaient tous reliés par le train à la veille de la guerre, différentes solutions techniques ayant été ingénieusement mises au point pour faire face au problème des écartements différents utilisés par les diverses compagnies privées - à l'inverse de ce qui s'était passé au sud qui développa essentiellement les voies de pénétration dans l'hinterland cotonnier en vue d'alimenter les ports exportateurs de « l'or blanc ».

### Au sud
Le sud bénéficia lui aussi du boom ferroviaire des années 1850 - l'extension de son réseau étant même supérieur en termes kilométriques à celle des chemins de fer de la Nouvelle-Angleterre. La Virginie - qui deviendra l'un des principaux théâtres d'opérations du conflit à venir (cf carte 4) -  en fut le principal bénéficiaire, les autres futurs États sécessionnistes restant cependant à la traîne. Par ailleurs, les impressionnants termes « bruts » des statistiques ferroviaires sudistes sont essentiellement le reflet du développement régional anarchique évoqué plus haut, aucun plan concerté d'ensemble n'ayant été mis en œuvre et aucun grand axe ferroviaire n'ayant été tracé dans cette partie du territoire américain. Les lignes de l'est du Mississippi furent donc techniquement organisées en quatre réseaux à différents écartements, larges et standard tandis que les lignes occidentales, essentiellement des lignes locales, utilisaient un autre écartement large.

## Infrastructures

### Les voies
vignette
Les lignes de chemin de fer sont, dans leur quasi-totalité, à voie unique. En conséquence, cela nécessite le  recours à des voies de dégagement à des intervalles réguliers, et à un système rigoureux de plan de circulation des trains. Ceci amènera un recours rapide au télégraphe; les différentes gares d'une ligne donnée sont reliées par télégraphe, ce qui permet le suivi des trains.
Les rails sont assez différents de ceux que nous connaissons de nos jours. La majeure partie des rails utilisés est en forme de « U » inversé. C'est-à-dire que le rail se compose d'une âme de bois enchâssée dans une gouttière de fer en « U ». Les rails plus modernes sont en forme de « T » similaires à ceux que nous connaissons de nos jours. Ils sont cependant plus bas. Au début du conflit, certaines voies ne disposent toujours que du modèle le plus ancien de rail qui se compose d'une poutre de bois sur la face supérieure de laquelle est placée une semelle de fer.
Ces rails sont en fer ; l'acier, plus résistant mais bien plus coûteux, ne sera vraiment utilisé que vers la fin du conflit. Le fer utilisé n'est pas de première qualité et sujet à de rapides détériorations : rouille et déformations sous le poids des convois. Les rails en « T » sont légers, environ 32 livres de poids au yard.
Les types de voies de chemin de fer sont caractérisés par l'écartement entre les deux rails, lequel est disparate. Chaque compagnie de chemin de fer choisit son écartement. En 1861, on trouve ainsi au nord treize types différents d'écartement bien que trois d'entre eux soient prédominants. Pour plus de la moitié des lignes, c'est l'écartement de 1 435 mm, soit 4 pieds et 8,5 pouces, qui est utilisé. C'est l'écartement utilisé en Europe par les Britanniques et qui deviendra standard. À côté, on trouve des 4 pieds 10 pouces, des 6 pieds, des 5 pieds. Ce dernier écartement est celui qui prédomine dans le sud.
L'utilisation d'écartements différents interdit de connecter les différents réseaux. Pour pallier ce problème, différentes astuces sont utilisées ponctuellement. Certaines lignes sont équipées de trois rails. Ou le matériel roulant est équipé de roues extra-larges. Mais les ruptures de charge sont fréquentes. Ainsi, pour aller de New York à Washington, la voie a un écartement des rails de 4 pieds 10 pouces jusqu'au sud de Baltimore ; là, la voie passe à 4 pieds et 8,5 pouces jusqu'à Washington.
Pour la pose des voies de chemin de fer, la vitesse est privilégiée. Cela conduit à poser les traverses à même le sol ou avec le minimum de ballast,. Les voies sont alors soumises à des risques importants de déformation, augmentant les risques de déraillement et imposant une maintenance importante. Les traverses sont en bois brut, non traité, et donc d'une durée de vie limitée à quelques années.

### Les ponts
S'il existe des ponts en maçonnerie, la plupart d'entre eux, pour des raisons de vitesse de pose, est construite en bois. Ils sont aussi, de la sorte, plus faciles à reconstruire en cas de destruction du fait des forces de la nature ou du fait de la guerre.

### Gares, dépôts, châteaux d'eau et postes de ravitaillement

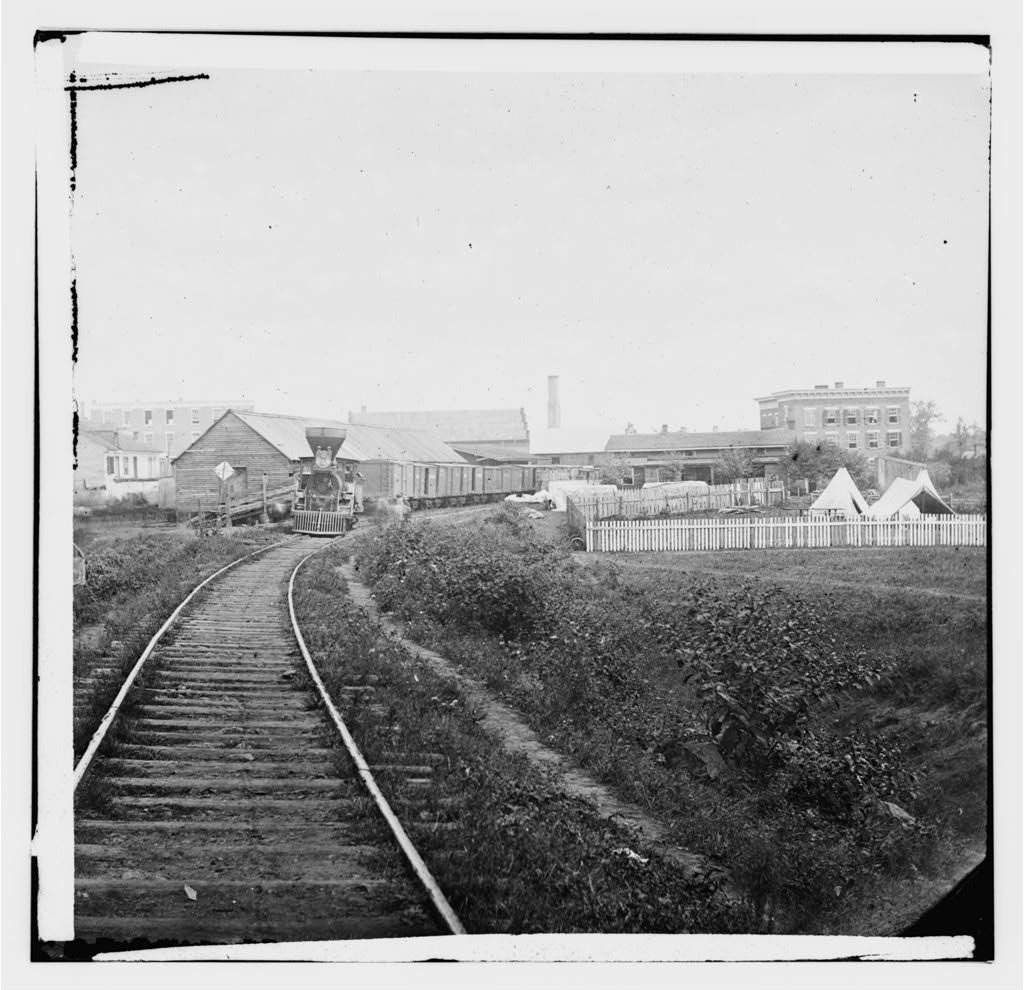
Convoi traversant le dépôt de l' Orange & Alexandria à Culpeper en Virginie à la mi-1862.

#### Gares
Il n'existe généralement pas de gare centrale, permettant la liaison entre les différents réseaux. Ainsi, si Jersey City possède une gare centrale et voit passer 112 trains par jour de trois réseaux différents, Philadelphie est connectée à trois réseaux mais ses trois gares n'ont aucune connexion entre elles, sinon des navettes hippomobiles utilisant les rues de la ville. Richmond, pour sa part, dispose de cinq gares sans aucune liaison entre elles.

## Matériels roulants

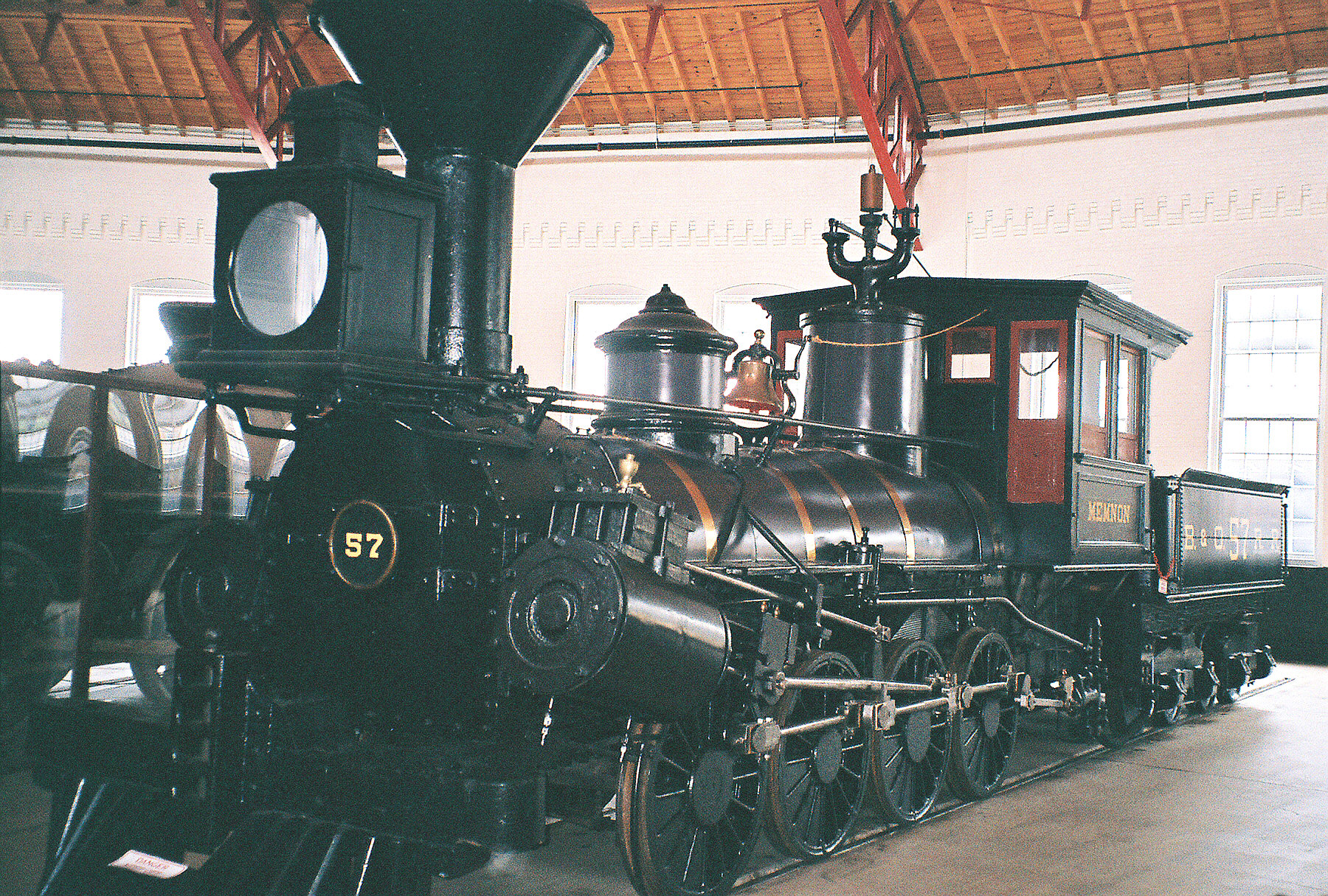
Une locomotive lourde 0-8-0 de 1848 de la Baltimore and Ohio, une des lignes stratégiques de la guerre de Sécession. L'architecture générale typique des locomotives américaines, illustrée par cet engin, se fixe lors du boom ferroviaire des années 1850.

### Locomotives
Il n'existe pas de modèle normalisé et les locomotives sont fabriquées, à l'unité, dans un grand nombre de sites sidérurgiques. Cependant, la majorité des locomotives sont d'un poids de 25 à 30 tonnes et du modèle dit "4-4-0". Il existe d'autres modèles, par exemple pour les lignes devant franchir des dénivelés importants. Un modèle qui deviendra très connu, la "Mogul" (1863) est du type 2-6-0.
Si, au nord, on compte une douzaine de sites en mesure de fabriquer des locomotives, au sud, aucun ne sera en mesure de le faire, essentiellement du fait de la concurrence avec les autres produits métallurgiques demandés comme les plaques de blindage pour la marine. En 1860, 470 locomotives avaient été construites mais seulement 19 dans l'ensemble des États qui feront sécession.
Les locomotives fonctionnent au bois. Certaines lignes sont passées à l'utilisation du charbon,. Mais l'usage du charbon ne se généralisera vraiment qu'après la fin du conflit. Sur le plan du rendement, une locomotive parcourt la même distance en consommant une corde de bois ou une tonne de charbon. Avec une corde de bois et 1 000 gallons d'eau, c'est-à-dire la capacité d'un tender type, une locomotive peut parcourir 40 km (25 miles).
- Les Americans.
- Les Camelbacks

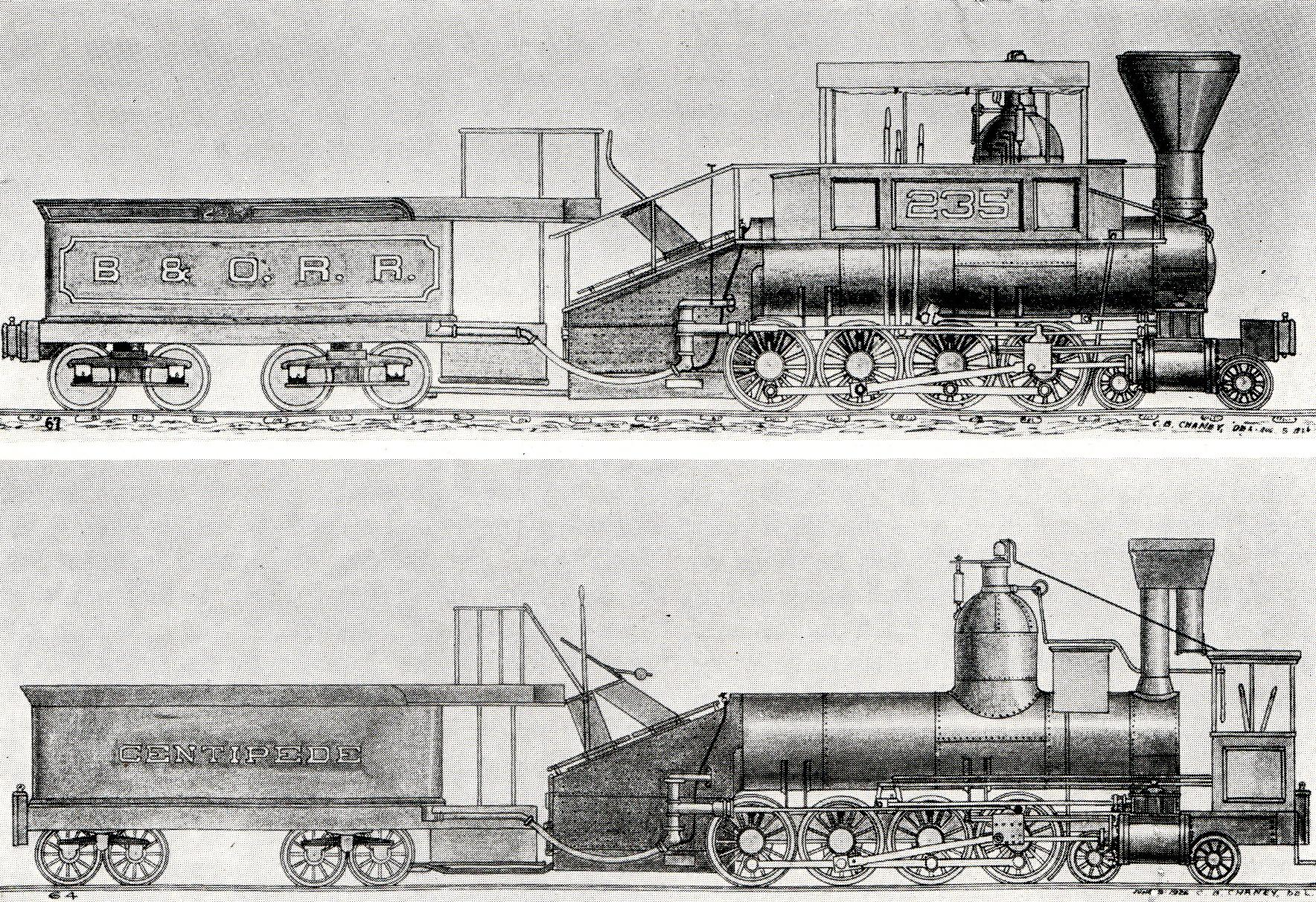
Conversion d'un locomotive lourde standard (en bas) en Camelback en 1864.
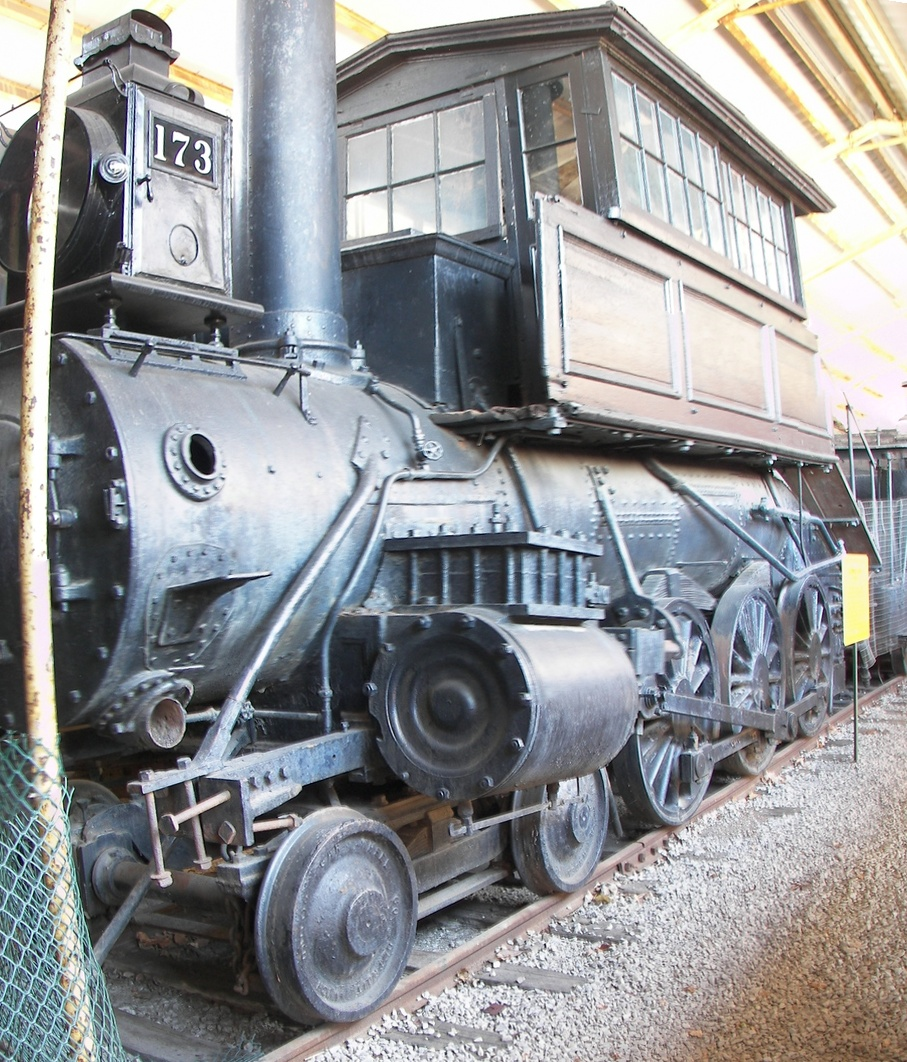
Une Camelback de la Baltimore and Ohio.
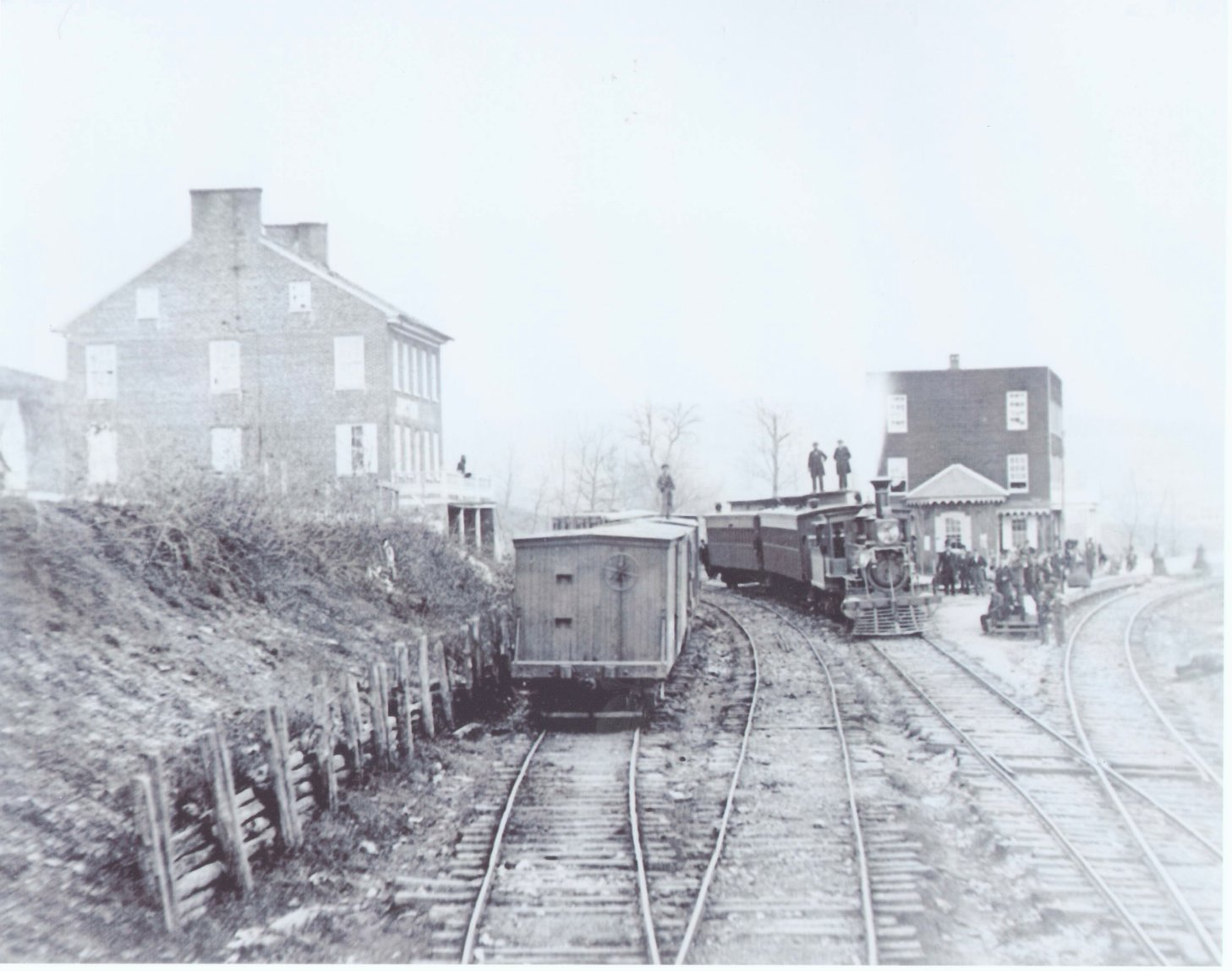